# Đức Lý
Đức Lý là một xã thuộc huyện Lý Nhân, tỉnh Hà Nam, Việt Nam.
Xã Đức Lý có diện tích 8,83 km², dân số năm 1999 là 9200 người, mật độ dân số đạt 1042 người/km².

## Địa lý
Xã Đức Lý có vị trí địa lý:
- Phía đông giáp xã Bắc Lý và xã Đạo Lý
- Phía tây giáp thị trấn Vĩnh Trụ
- Phía nam giáp xã Nhân Chính và xã Nhân Khang
- Phía bắc giáp xã Nguyên Lý và xã Công Lý